# Carduus
Carduus là một chi thực vật có hoa trong họ Cúc (Asteraceae).

## Loài
Chi Carduus gồm các loài:
- Carduus acanthocephalus
- Carduus acanthoides
- Carduus acicularis
- Carduus adpressus
- Carduus affinis
- Carduus afromontanus
- Carduus amanus
- Carduus angusticeps
- Carduus arabicus
- Carduus argentatus
- Carduus argyroa
- Carduus asturicus
- Carduus aurosicus
- Carduus axillaris
- Carduus baeocephalus
- Carduus ballii
- Carduus bourgaei
- Carduus bourgeanus
- Carduus broteroi
- Carduus budaianus
- Carduus candicans
- Carduus carduelis
- Carduus carlinoides
- Carduus carpetanus
- Carduus cephalanthus
- Carduus chevallieri
- Carduus chrysacanthus
- Carduus clavulatus
- Carduus corymbosus
- Carduus collinus
- Carduus crispus
- Carduus dahuricus
- Carduus defloratus
- Carduus edelbergii
- Carduus euboicus
- Carduus fallax
- Carduus fasciculiflorus
- Carduus fissurae
- Carduus getulus
- Carduus hamulosus
- Carduus hazslinszkyanus
- Carduus hohenackeri
- Carduus ibicensis
- Carduus jordanii
- Carduus juratzkae
- Carduus keniensis
- Carduus kerneri
- Carduus kirghisicus
- Carduus knorringianus
- Carduus kumaunensis
- Carduus lanuginosus
- Carduus leptacanthus
- Carduus leptocladus
- Carduus litigiosus
- Carduus lobulatus
- Carduus lusitanicus
- Carduus macracanthus
- Carduus macrocephalus
- Carduus malyi
- Carduus maroccanus
- Carduus martinezii
- Carduus membranaceus
- Carduus meonanthus
- Carduus millefolius
- Carduus modestii
- Carduus myriacanthus
- Carduus nervosus
- Carduus nigrescens
- Carduus nutans
- Carduus olympicus
- Carduus personata
- Carduus pycnocephalus
- Carduus ramosissimus
- Carduus schimperi
- Carduus tenuiflorus
- Carduus textorisianus
- Carduus uncinatus
- Carduus weizensis

### Loài lai tạo
- Carduus × aragonensis
- Carduus × arvaticus
- Carduus × camplonensis
- Carduus × cantabricus
- Carduus × cyrneus
- Carduus × ipe
- Carduus keniensis × C. platyphyllus
- Carduus × leridanus
- Carduus × orthocephalus